# نظام حوار

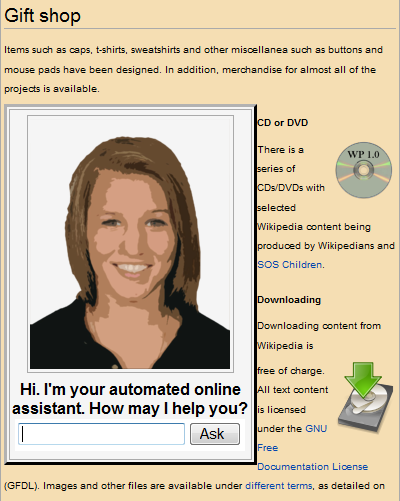
مثال على مساعد آلي عبر الإنترنت

نظام الحوار أو وكيل المحادثة هو نظام حاسوب يهدف إلى التحدث مع الإنسان. تستخدم أنظمة الحوار النصوص والكلام والرسومات واللمس والإيماءات وغيرها من أوضاع الاتصال على كل من قناة الإدخال والإخراج.
لم تُحدد عناصر نظام الحوار لأن هذه الفكرة قيد البحث،[بحاجة لمصدر] ومع ذلك، فهي مختلفة عن بوت المحادثة. يقوم مساعد إعداد الواجهة الرسومية النموذجي بنوع من الحوار لكنه يتضمن عددًا قليلًا جدًا من مكونات نظام الحوار المشترك، وتكون حالة الحوار بدهية.